# أولافاريا (مدينة)
أولافاريا (بالإسبانية: Olavarría)‏ هي منطقة سكنية تقع في الأرجنتين في Olavarría Partido.[بحاجة لمصدر] يقدر عدد سكانها بـ 111,320 نسمة ومساحتها 7.715 كم2 وترتفع عن سطح البحر 162 متر.

## توأمة
لأولافاريا (مدينة) اتفاقيات توأمة مع:
- تانديل

## معرض صور

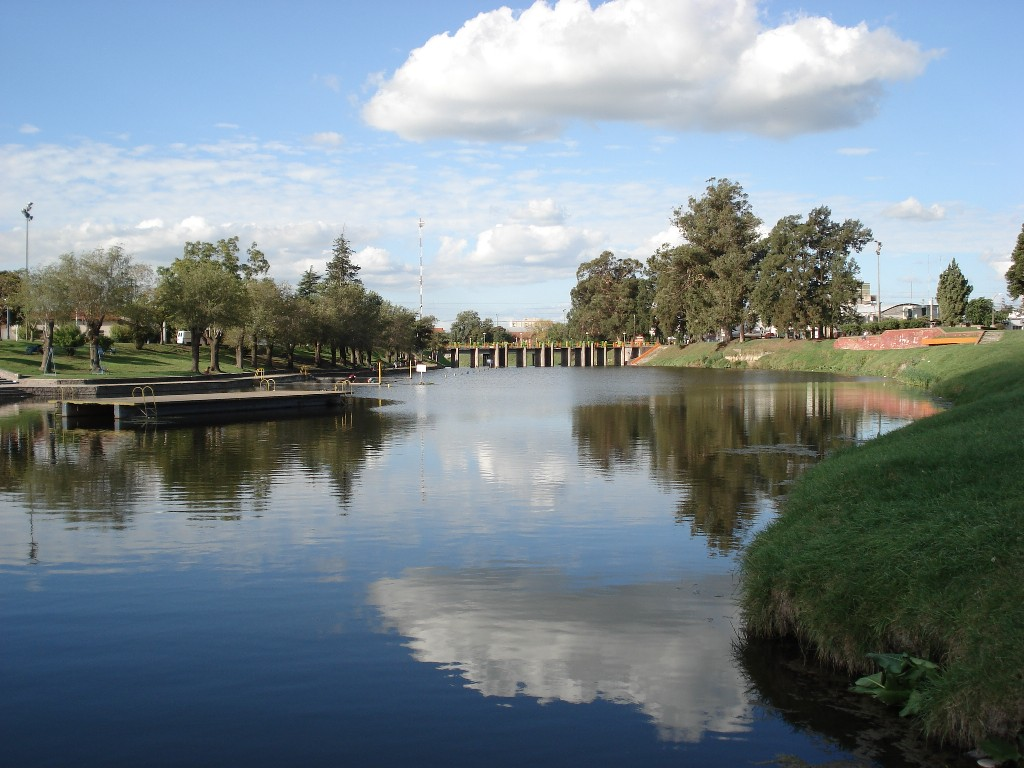
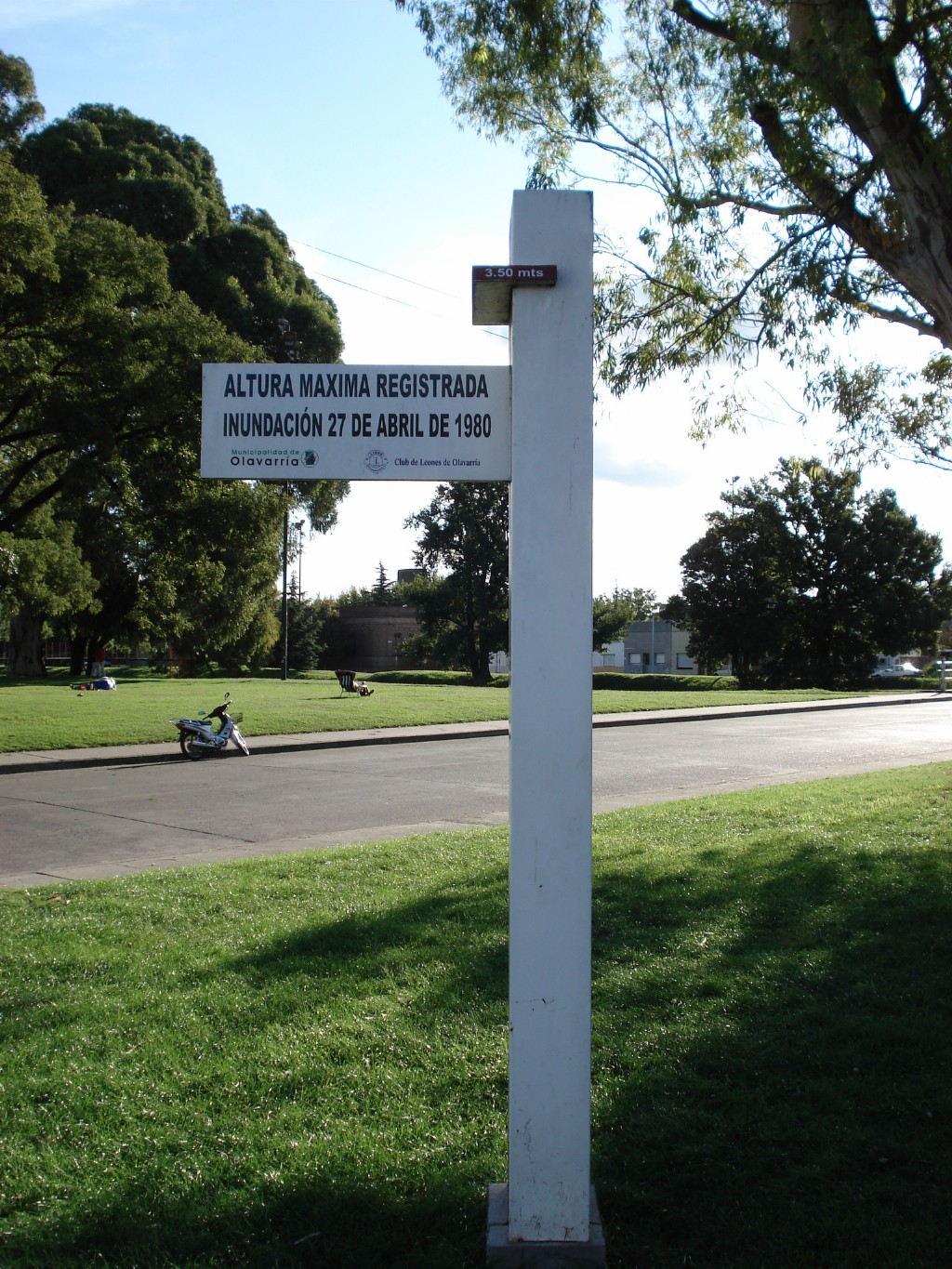
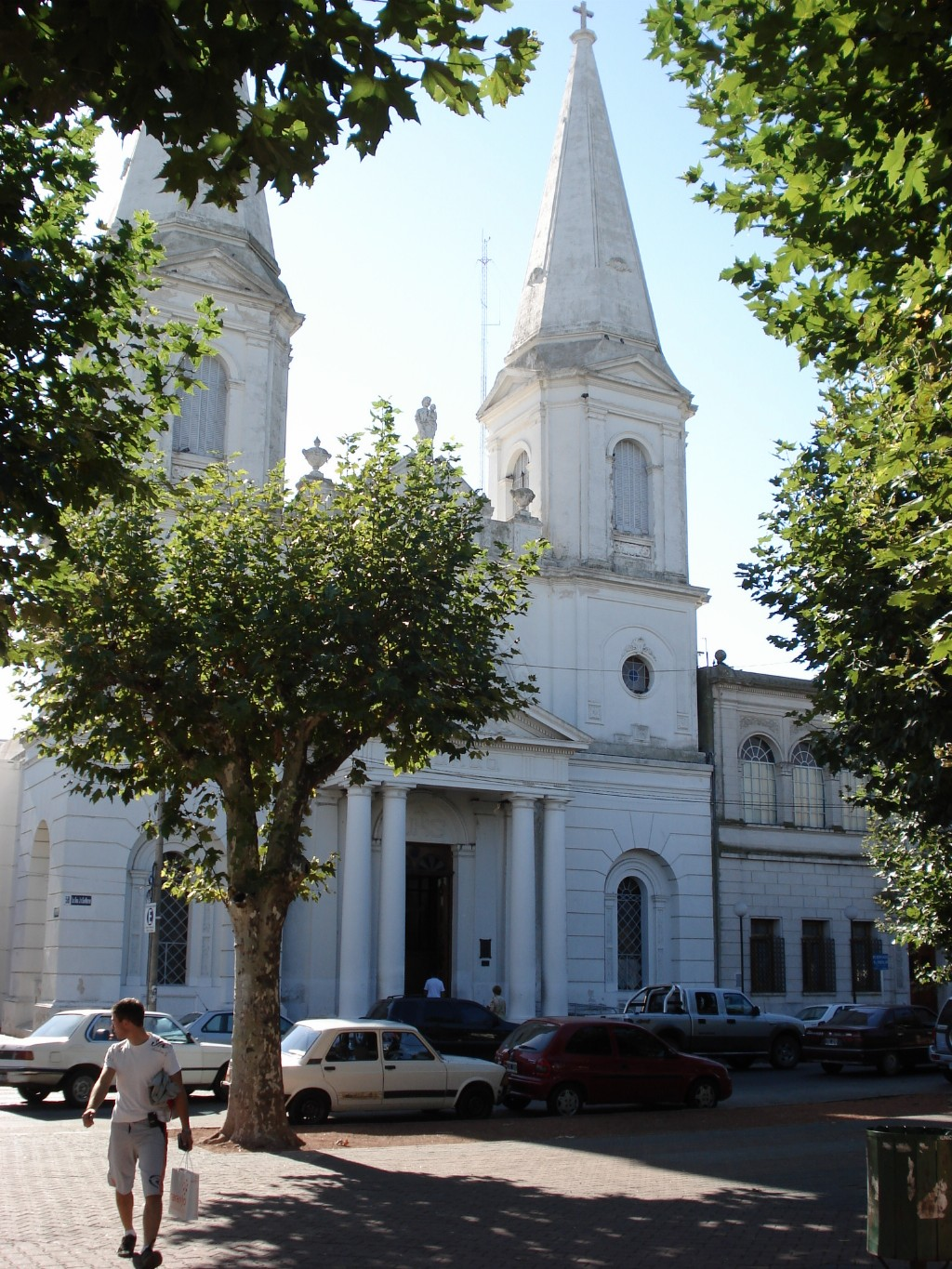
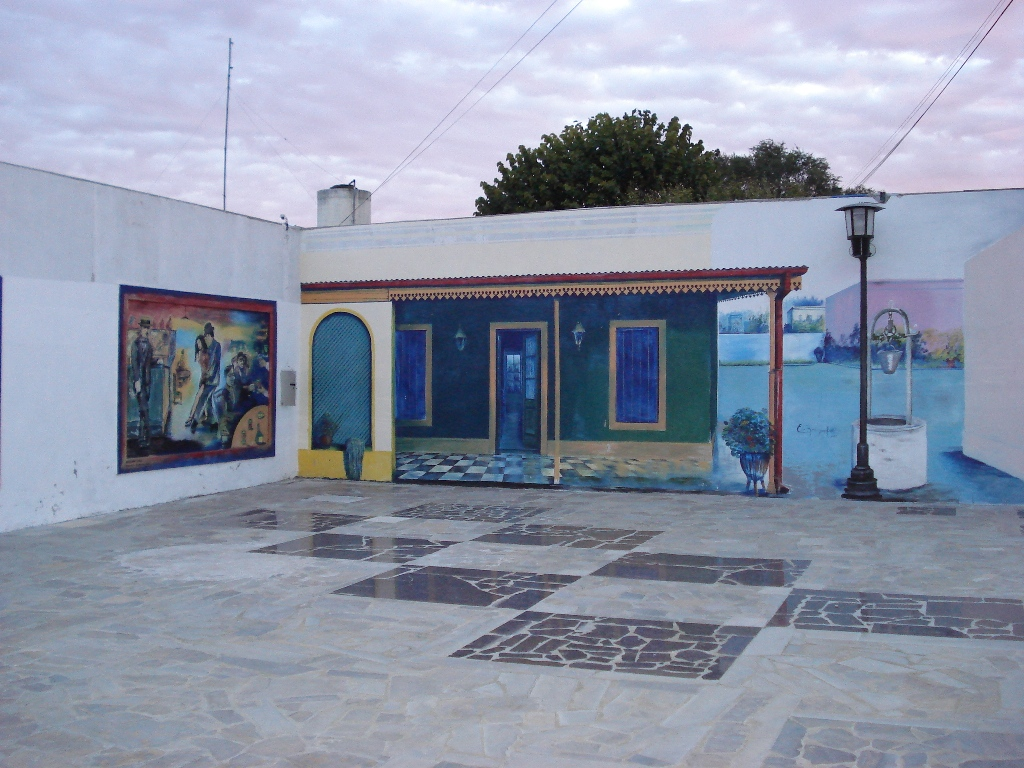
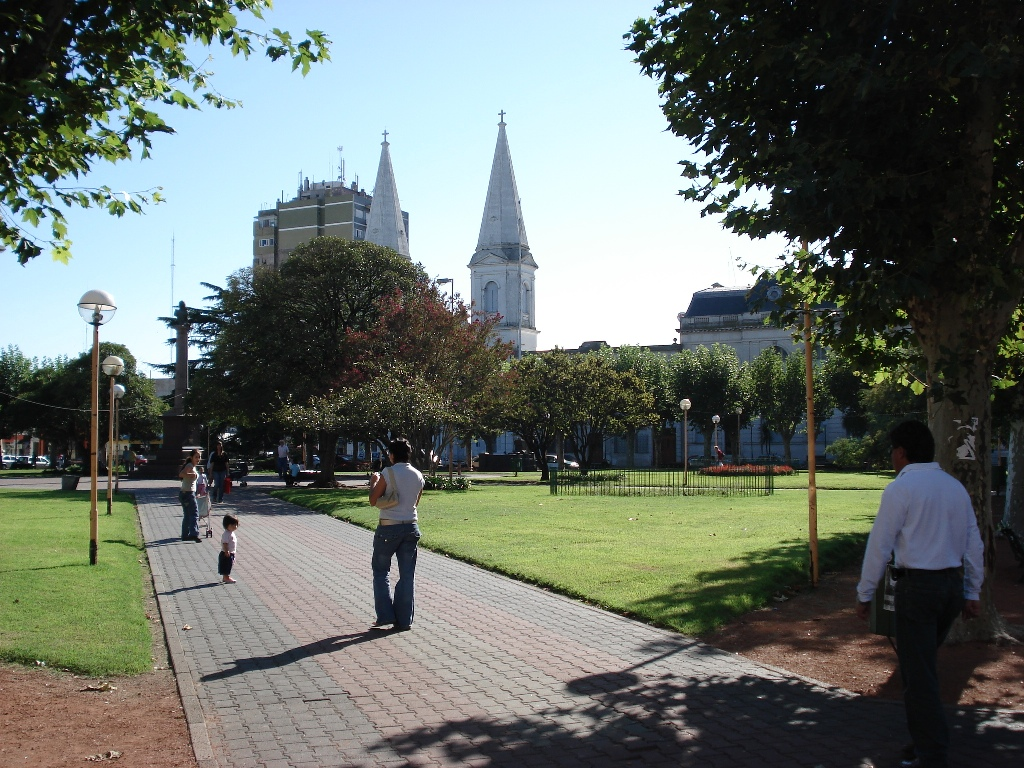
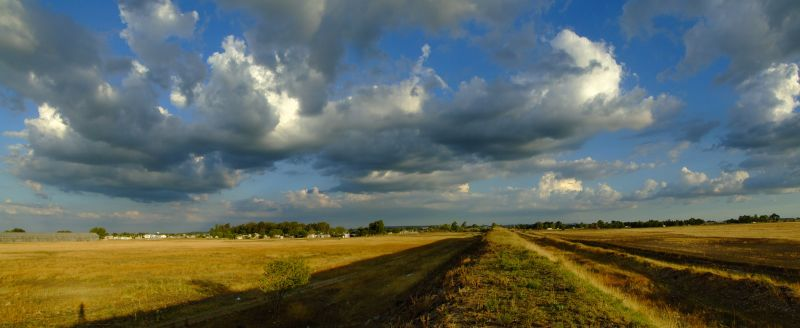

## أعلام
- ماتياس أبيلايراس
- ماريانو فرنانديز
- ميغيل أنخيل غاموندي
- روبرتو تاكر
- فاكوندو غارسيا